# 重要政策相關會議
重要政策相關會議（日语：／）是日本政府根據《內閣府設置法》的規定所設立的一個機關類型，隸屬於內閣府。
重要政策相關會議是為內閣與內閣總理大臣提供建議的重要場所，會議通常由內閣總理大臣或內閣官房長官主持，並廣邀相關閣員與專家進行討論並提供建議。

## 重要政策相關會議一覽
目前被定義為重要政策相關會議者如下：
- 經濟財政諮問會議
- 綜合科學技術會議
- 中央防災會議
- 男女共同參與會議
- 國家戰略區域諮詢會議